# Jillian Camarena-Williams
Jillian Mary "Jill" Camarena-Williams (Vallejo, 2 de março de 1982) é uma atleta norte-americana, especialista no arremesso de peso.
Participou dos Jogos Olímpicos de Pequim 2008, ficando em 12º lugar. No Mundial de Daegu 2011, obteve a medalha de bronze. No mundial indoor de Istambul 2012, ficou em quarto lugar. Está classificada para os Jogos Olímpicos de Londres 2012